# Charcuterie au 1, grande rue Marchaux à Autun
La charcuterie au 1, grande rue Marchaux est une charcuterie située à Autun, en Saône-et-Loire en France, construite au premier quart du XXe siècle. Sa façade Art nouveau est inscrite au titre des monuments historiques en 1995.
La façade témoigne de l'esthétique Art nouveau par ses formes arrondies et les lettres qui composent le bandeau, même si la symétrie des vitrines reste classique. Des pilastres sculptés entourent l'inscription et le garde-corps en ferronnerie représente des chardons aux longues tiges qui s'enroulent ou se terminent en motifs coups de fouet. Sa dernière occupation était une boucherie chevaline ; au-dessus de la porte figurait une tête de cheval, qui a été volée depuis 1995.